# As Cruces
As Cruces es un lugar situado en la parroquia de San Vitoiro, del concello de Allariz, en la provincia de Orense, Galicia, España.